# Ракояден дъждосвирец
Ракоядните дъждосвирци (Dromas ardeola) са вид средноголеми птици, единствен представител на род Dromas и семейство Dromadidae.
Разпространени са по крайбрежието и островите на Индийския океан от Индия до Мадагаскар. Живеят на големи групи и са активни както денем, така и нощем. Хранят се главно с ракообразни и други дребни животни, които намират по морския бряг.